# Derby Black Country
Derby Black Country là cuộc đối đầu giữa hai đội bóng đá Anh là West Bromwich Albion và Wolverhampton Wanderers, hai đội ở cách nhau mười một dặm (18 km) trong khu vực Black Country thuộc vùng Tây Midlands.
Đội bóng thành công nhất trong lịch sử trận derby Black Country là West Bromwich Albion, chỉ thua ba trong số hai muơi ba trận gần nhất giữa hai đội. Wolves hiện đang thi đấu tại Premier League, còn West Brom thì chơi tại EFL Championship sau khi xuống hạng ở mùa 2021.

## Lịch sử

### Khởi nguồn
Những trận derby Black Country đầu tiên đã được diễn ra từ trước khi English Football League được thành lập. Trận derby đầu tiên diễn ra vào ngày 20 tháng 1 năm 1883, khi Albion giành chiến thắng 4-2 ở vòng ba Birmingham Senior Cup. Cuộc gặp gỡ 'chính thức' đầu tiên giữa Wolves và Albion diễn ra ở cúp FA vào năm 1886 và 1887, với Albion giành chiến thắng trong cả hai trận đấu trên và đều tiến tới trận chung kết trong cả hai năm đó. Cuộc gặp gỡ đầu tiên giữa Walsall và Wolves, Albion cũng là ở cúp FA, vào năm 1889 (Wolves) và 1900 (Albion).
Với cả West Brom và Wolves trở thành một trong những thành viên sáng lập Football League vào năm 1888, trận derby Black Country giữa hai đội bóng này là một trong những trận derby lâu đời nhất lịch sử bóng đá. Trận đấu được diễn ra trong mọi mùa giải ở 13 mùa giải đầu tiên của Football League, từ 1888 đến 1901. Lượng khán giả ở những trận đấu đầu tiên này đều khá khiêm tốn, nhưng đó cũng là tình cảnh chung của mọi trận đấu trên cả nước, chỉ cho đến khi dân số bắt đầu tăng ở đầu thế kỉ mới, bóng đá cũng bắt đầu trở nên phổ biến hơn. Đến mùa giải 1906-07, trận đấu này mới bắt đầu thường xuyên những đám đông trên 20,000 người và sự đối đầu căng thẳng hơn ngày càng xuất hiện.

### Thời kì đỉnh cao hậu chiến tranh
Trận derby giữa Wolves và Albion đạt đến đỉnh cao trong những năm thập niên 50, khi mà cả hai đội bóng đều cạnh tranh cho những danh hiệu ở giải đấu hàng đầu nước Anh, với các trận đấu diễn ra liên tục trong các năm từ 1949 đến 1965. Wolves đã có được sự thống trị ở các giải đấu trong giai đoạn những năm 1950; về đích trong top 3 ở chín mùa giải, cùng với đó là ba chức vô địch giải đấu và hai chức vô địch cúp FA. Albion cũng là một đội bóng mạnh, nổi tiếng với khả năng chơi thứ bóng đá tấn công hoa mỹ, và cũng luôn cạnh tranh top đầu. Họ vô địch cúp FA vào năm 1954.
Mùa giải 1953-54 là mùa giải chứng kiến Wolves và Albion kết thúc mùa giải với hai vị trí cao nhất trên bảng xếp hạng lần đầu tiên và duy nhất cho đến ngày nay. Wolves là đội lên ngôi vô địch, hơn The Baggies ở vị trí thứ 2 bốn điểm, mặc cho Albion dẫn đầu bảng xếp hạng trong phần lớn mùa giải. Wolves vô địch giải đấu cùng chức vô địch cúp FA của Albion cũng đã đưa hai đội đến trận chung kết FA Charity Shield năm 1954 - đó cũng là lần duy nhất hai đội gặp nhau ở trận chung kết trong một giải đấu. Trận đấu kết thúc với tỉ số 4-4 trước đám đông lên tới 45,035 tại sân vận động Molineux.
Hai đội vẫn thường xuyên đối đầu trong phần còn lại của thế kit, duy chỉ có một giai đoạn kéo dài sáu năm ở thập niên 80 là hai đội không có lần nào đối đầu với nhau, đó cũng là quãng thời gian dài nhất mà không có một trận derby Black Country nào diễn ra. Walsall luôn phập phù ở những hạng đấu thấp đồng nghĩa với việc họ tránh được việc phải gặp hai đối thủ địa phương hết năm nay qua năm khác. Tuy nhiên, trong những năm 80 họ có gặp Wolves trong mùa giải 1985-86  và Albion cũng trong một mùa giải 1988-89.
Khi Premier League được hình thành vào năm 1992, cả Wolves và Albion đều không thi đấu ở hạng đấu cao nhất nhưng họ vẫn gặp nhau thường xuyên ở giải Hạng nhất "mới" xuyên suốt những năm 90. Sự đối đầu giữa hai đội vẫn rất căng thẳng và do lo ngại của phía cảnh sát và những trận đấu được phát sóng truyền hình, cuộc đối đầu này không được phát sóng vào khung giờ truyền thống 15h chiều ngày thứ 7 kể từ năm 1996. Những cổ động viên quá khích (Hooligans) là một vấn đề lớn trong những năm 60, sự đối đầu giữa các nhóm người hâm mộ đã gây nên việc các quán pub địa phương thường bị hạn chế vào ngày thi đấu.

### Những cuộc chạm trán sau này
Với việc Walsall bất ngờ giành quyền thăng hạng lên Hạng nhất vào năm 1999, mùa giải 1999-00 trở thành mùa giải đấu tiên mà cả ba đội bóng đều thi đấu ở chung một hạng đấu. Walsall có được cú đúp chiến thắng trước Albion và cũng đánh bại Wolves tại Molineux, trong khi đó Wolves và Albion mỗi bên có một chiến thắng trong hai lần đụng độ. Albion và Walsall nằm trong cuộc đua trụ hạng với nhau và cuối cùng The Saddlers đã là đội phải ngậm ngùi xuống hạng, đặt dấu chấm hết cho mùa giải đầu tiên cả ba đội bóng đều chơi ở một hạng đấu.
Một năm sau, Walsall lập tức giành quyền thăng hạng trở lại Hạng nhất  và thêm một lần nữa cả ba đội bóng lại tụ họp lại ở cùng một hạng đấu ở mùa giải 2001-02. Lần này, Wolves và Albion cạnh tranh trực tiếp ở giải đấu, với mục tiêu của cả hai là tấm vé thăng hạng. Cả hai cuộc chạm trán giữa hai đội đều diễn ra ở lượt đi của mùa giải, đầu tiên là trận hòa 1-1 ở The Hawthorns, sau đó là thắng lợi 1-0 của Albion tại Molineux. Đến ngày 6 tháng 3 năm 2002, sau 38 vòng đấu của mùa giải, Wolves lúc đó đang hơn Albion đến mười điểm nhưng lại chỉ có được 9 điểm so với con số 22 của Albion trong tám vòng đấu cuối cùng của mùa giải và The Baggies đã giành quyền thăng hạng trực tiếp với vị trí Á quân trong ngày hạ màn mùa giải. Wolves thì bị đánh bại ở vòng play-off bởi Norwich.
The Baggies đã phải xuống hạng chỉ sau duy nhất một mùa giải và Wolves đã chính là đội thế chỗ họ ở Premier League. Để xát thêm muối vào vết thương của Albion, Walsall với sự phục vụ của Paul Merson đã vùi dập Albion với tỉ số 4-1 trong ngày mở màn mùa giải 2003-04. Nhưng cười người hôm trước hôm sau người cười, khi mà Albion đã giành quyền thăng hạng vào cuối mùa giải, còn Walsall thì phải kết thúc cuộc hành trình ở giải đấu và xuống chơi tại League One.
Sau quãng thời gian 5 năm vắng bóng trận derby giữa Wolves và Albion, mùa giải 2006-07 chứng kiến hai đội gặp nhau với số lần kỉ lục, 5 lần. Albion thắng cuộc đụng độ đầu tiên với tỉ số 3-0 trên sân The Hawthorns trước khi Wolves trả thù với thắng lợi 1-0 tại Molineux. Hai đội cũng đối đầu nhau tại vòng 4 cúp FA, trận đấu mà Albion đánh bại Wolves với tỉ số 3-0 ngay tại Molineux – một cuộc bạo loạn xảy ra ngay trong trung tâm thành phố ngay sau đó khi mà hàng trăm cổ động viên lao vào ẩu đả. Vào cuối mùa giải, hai đội về đích với số điểm bằng nhau và lần nữa gặp nhau ở vòng play-off thăng hạng. Cả hai trận đấu Albion đều là đội chiến thắng, với tổng tỉ số 4-2 để tiến tới trận chung kết. Tuy nhiên, họ đã để thua trong trận chung kết trước Derby tại sân vận động Wembley.
Trong mùa giải 2010-11, hai đội có lần đầu tiên gặp nhau tại Premier League, đánh dấu trận derby ở hạng đấu cao nhất sau gần 27 năm. Cuộc chám trán đầu tiên ở The Hawthorns kết thúc với tỉ số hòa 1-1 với bàn thắng của Jamie O'Hara đưa Wolves vươn lên dẫn trước trong hiệp một, trước khi Albion có bàn gỡ hòa ở những phút bù giờ hiệp hai nhờ công của Carlos Vela để giữ lại một điểm. Trong trận lượt về tại Molineux, Wolves có được thắng lợi vẻ vang với tỉ số 3-1 trước Albion. Chiến thắng này cùng rất quan trọng để giúp Wolves tránh khỏi việc xuống hạng.
Sự khủng hoảng của Wolves tiếp tục sau khi họ tiếp tục rớt hạng lần thứ hai liên tiếp, từ Premier League xuống EFL Championship vào mùa giải 2011-12, sau đó từ Championship xuống EFL League One vào mùa 2012-13, ở đó họ gặp lại Walsall vào mùa giải 2013-14. Trận đấu gần nhất giữa hai đội là thắng lợi 3-0 của Wolves trên sân Bescot vào ngày 8 tháng 3 năm 2014.
Mùa giải 2020-21, Wolves lại gặp lại Albion - khi này mới giành quyền thăng hạng lên Premier League, hai đội cũng có lần đầu tiên đối đầu với nhau sau 9 năm. Cuộc chạm trán đầu tiên diễn ra trên sân Molineux vào ngày 16 tháng 1 năm 2021, kết thúc bằng thắng lợi 3-2 cho Albion. Hai đội hòa nhau 1-1 ở trận lượt về trên sân The Hawthorns.
Hiện tại ở mùa giải 2022-23, cả ba đội bóng đều đang thi đấu ở ba hạng đấu khác nhau, với Wolves ở Premier League, Albion ở EFL Championship còn Walsall thì đang ở EFL League Two.

## Danh sách các trận derby

### Albion–Wolves
| #   | Mùa giải  | Ngày       | Giải đấu              | Sân vận động  | Đội nhà                 | Kết quả | Đội khách               | Lượng khán giả | H2H |
| --- | --------- | ---------- | --------------------- | ------------- | ----------------------- | ------- | ----------------------- | -------------- | --- |
| 1   | 1885–86   | 2/1/1886   | FA Cup                | Stoney Lane   | West Bromwich Albion    | 3–1     | Wolverhampton Wanderers | 5,196          | +1  |
| 2   | 1887–88   | 26/12/1887 | FA Cup                | Stoney Lane   | West Bromwich Albion    | 2–0     | Wolverhampton Wanderers | 7,429          | +2  |
| 3   | 1888–89   | 15/12/1888 | Division 1            | Dudley Road   | Wolverhampton Wanderers | 2–1     | West Bromwich Albion    | 8,600          | +1  |
| 4   | 1888–89   | 5/1/1889   | Division 1            | Stoney Lane   | West Bromwich Albion    | 1–3     | Wolverhampton Wanderers | 4,000          | 0   |
| 5   | 1889–90   | 19/10/1889 | Division 1            | Stoney Lane   | West Bromwich Albion    | 1–4     | Wolverhampton Wanderers | 5,550          | +1  |
| 6   | 1889–90   | 28/12/1889 | Division 1            | Molineux      | Wolverhampton Wanderers | 1–1     | West Bromwich Albion    | 8,500          | +1  |
| 7   | 1890–91   | 13/12/1890 | Division 1            | Stoney Lane   | West Bromwich Albion    | 0–1     | Wolverhampton Wanderers | 4,300          | +2  |
| 8   | 1890–91   | 3/1/1891   | Division 1            | Molineux      | Wolverhampton Wanderers | 4–0     | West Bromwich Albion    | 9,300          | +3  |
| 9   | 1891–92   | 19/12/1891 | Division 1            | Stoney Lane   | West Bromwich Albion    | 4–3     | Wolverhampton Wanderers | 10,000         | +2  |
| 10  | 1891–92   | 28/12/1891 | Division 1            | Molineux      | Wolverhampton Wanderers | 2–1     | West Bromwich Albion    | 7,200          | +3  |
| 11  | 1892–93   | 17/9/1892  | Division 1            | Stoney Lane   | West Bromwich Albion    | 2–1     | Wolverhampton Wanderers | 4,000          | +2  |
| 12  | 1892–93   | 27/12/1892 | Division 1            | Molineux      | Wolverhampton Wanderers | 1–1     | West Bromwich Albion    | 8,000          | +2  |
| 13  | 1893–94   | 7/10/1893  | Division 1            | Stoney Lane   | West Bromwich Albion    | 0–0     | Wolverhampton Wanderers | 10,000         | +2  |
| 14  | 1893–94   | 27/12/1893 | Division 1            | Molineux      | Wolverhampton Wanderers | 0–8     | West Bromwich Albion    | 8,000          | +1  |
| 15  | 1894–95   | 8/9/1894   | Division 1            | Stoney Lane   | West Bromwich Albion    | 5–1     | Wolverhampton Wanderers | 5,100          | 0   |
| 16  | 1894–95   | 27/12/1894 | Division 1            | Molineux      | Wolverhampton Wanderers | 3–1     | West Bromwich Albion    | 6,500          | +1  |
| 17  | 1894–95   | 2/3/1895   | FA Cup                | Stoney Lane   | West Bromwich Albion    | 1–0     | Wolverhampton Wanderers | 20,977         | 0   |
| 18  | 1895–96   | 30/11/1895 | Division 1            | Stoney Lane   | West Bromwich Albion    | 2–1     | Wolverhampton Wanderers | 3,000          | +1  |
| 19  | 1895–96   | 7/3/1896   | Division 1            | Molineux      | Wolverhampton Wanderers | 1–2     | West Bromwich Albion    | 8,114          | +2  |
| 20  | 1896–97   | 17/10/1896 | Division 1            | Stoney Lane   | West Bromwich Albion    | 1–0     | Wolverhampton Wanderers | 6,000          | +3  |
| 21  | 1896–97   | 28/12/1896 | Division 1            | Molineux      | Wolverhampton Wanderers | 6–1     | West Bromwich Albion    | 11,561         | +2  |
| 22  | 1897–98   | 23/10/1897 | Division 1            | Stoney Lane   | West Bromwich Albion    | 2–2     | Wolverhampton Wanderers | 11,750         | +2  |
| 23  | 1897–98   | 28/12/1897 | Division 1            | Molineux      | Wolverhampton Wanderers | 1–1     | West Bromwich Albion    | 8,100          | +2  |
| 24  | 1898–99   | 15/10/1898 | Division 1            | Stoney Lane   | West Bromwich Albion    | 1–2     | Wolverhampton Wanderers | 6,457          | +1  |
| 25  | 1898–99   | 27/12/1898 | Division 1            | Molineux      | Wolverhampton Wanderers | 5–1     | West Bromwich Albion    | 12,052         | 0   |
| 26  | 1899–1900 | 4/11/1899  | Division 1            | Molineux      | Wolverhampton Wanderers | 2–0     | West Bromwich Albion    | 10,089         | +1  |
| 27  | 1899–1900 | 10/3/1900  | Division 1            | Stoney Lane   | West Bromwich Albion    | 3–2     | Wolverhampton Wanderers | 6,680          | 0   |
| 28  | 1900–01   | 1/9/1900   | Division 1            | Molineux      | Wolverhampton Wanderers | 0–0     | West Bromwich Albion    | 12,000         | 0   |
| 29  | 1900–01   | 29/12/1900 | Division 1            | The Hawthorns | West Bromwich Albion    | 1–2     | Wolverhampton Wanderers | 18,188         | +1  |
| 30  | 1902–03   | 4/10/1902  | Division 1            | Molineux      | Wolverhampton Wanderers | 1–2     | West Bromwich Albion    | 14,072         | 0   |
| 31  | 1902–03   | 31/1/1903  | Division 1            | The Hawthorns | West Bromwich Albion    | 2–2     | Wolverhampton Wanderers | 26,081         | 0   |
| 32  | 1903–04   | 7/12/1903  | Division 1            | Molineux      | Wolverhampton Wanderers | 1–0     | West Bromwich Albion    | 12,431         | +1  |
| 33  | 1903–04   | 5/3/1904   | Division 1            | The Hawthorns | West Bromwich Albion    | 1–2     | Wolverhampton Wanderers | 6,338          | +2  |
| 34  | 1906–07   | 29/9/1906  | Division 2            | Molineux      | Wolverhampton Wanderers | 0–3     | West Bromwich Albion    | 25,000         | +1  |
| 35  | 1906–07   | 1/4/1907   | Division 2            | The Hawthorns | West Bromwich Albion    | 1–1     | Wolverhampton Wanderers | 28,000         | +1  |
| 36  | 1907–08   | 2/9/1907   | Division 2            | Molineux      | Wolverhampton Wanderers | 1–2     | West Bromwich Albion    | 24,000         | 0   |
| 37  | 1907–08   | 5/10/1907  | Division 2            | The Hawthorns | West Bromwich Albion    | 1–0     | Wolverhampton Wanderers | 30,026         | +1  |
| 38  | 1908–09   | 7/9/1908   | Division 2            | The Hawthorns | West Bromwich Albion    | 0–2     | Wolverhampton Wanderers | 30,600         | 0   |
| 39  | 1908–09   | 3/10/1908  | Division 2            | Molineux      | Wolverhampton Wanderers | 0–1     | West Bromwich Albion    | 20,000         | +1  |
| 40  | 1909–10   | 16/10/1909 | Division 2            | Molineux      | Wolverhampton Wanderers | 3–1     | West Bromwich Albion    | 24,000         | 0   |
| 41  | 1909–10   | 25/12/1909 | Division 2            | The Hawthorns | West Bromwich Albion    | 0–1     | Wolverhampton Wanderers | 24,899         | +1  |
| 42  | 1910–11   | 12/11/1910 | Division 2            | Molineux      | Wolverhampton Wanderers | 2–3     | West Bromwich Albion    | 18,500         | 0   |
| 43  | 1910–11   | 18/3/1911  | Division 2            | The Hawthorns | West Bromwich Albion    | 2–1     | Wolverhampton Wanderers | 26,303         | +1  |
| 44  | 1923–24   | 23/2/1924  | FA Cup                | The Hawthorns | West Bromwich Albion    | 1–1     | Wolverhampton Wanderers | 55,849         | +1  |
| 45  | 1923–24   | 27/2/1924  | FA Cup                | Molineux      | Wolverhampton Wanderers | 0–2     | West Bromwich Albion    | 40,083         | +2  |
| 46  | 1927–28   | 8/10/1927  | Division 2            | Molineux      | Wolverhampton Wanderers | 4–1     | West Bromwich Albion    | 40,            | +1  |
| 47  | 1927–28   | 18/2/1928  | Division 2            | The Hawthorns | West Bromwich Albion    | 4–0     | Wolverhampton Wanderers | 37,342         | +2  |
| 48  | 1928–29   | 10/11/1928 | Division 2            | The Hawthorns | West Bromwich Albion    | 0–2     | Wolverhampton Wanderers | 24,902         | +1  |
| 49  | 1928–29   | 23/3/1929  | Division 2            | Molineux      | Wolverhampton Wanderers | 0–1     | West Bromwich Albion    | 24,340         | +2  |
| 50  | 1929–30   | 31/8/1929  | Division 2            | Molineux      | Wolverhampton Wanderers | 2–4     | West Bromwich Albion    | 25,961         | +3  |
| 51  | 1929–30   | 28/12/1929 | Division 2            | The Hawthorns | West Bromwich Albion    | 7–3     | Wolverhampton Wanderers | 20,311         | +4  |
| 52  | 1930–31   | 11/10/1930 | Division 2            | The Hawthorns | West Bromwich Albion    | 2–1     | Wolverhampton Wanderers | 40,065         | +5  |
| 53  | 1930–31   | 18/2/1931  | Division 2            | Molineux      | Wolverhampton Wanderers | 1–4     | West Bromwich Albion    | 36,054         | +6  |
| 54  | 1930–31   | 28/2/1931  | FA Cup                | The Hawthorns | West Bromwich Albion    | 1–1     | Wolverhampton Wanderers | 52,385         | +6  |
| 55  | 1930–31   | 4/3/1931   | FA Cup                | Molineux      | Wolverhampton Wanderers | 1–2     | West Bromwich Albion    | 46,860         | +7  |
| 56  | 1932–33   | 8/10/1932  | Division 1            | The Hawthorns | West Bromwich Albion    | 4–1     | Wolverhampton Wanderers | 31,068         | +8  |
| 57  | 1932–33   | 18/2/1933  | Division 1            | Molineux      | Wolverhampton Wanderers | 3–3     | West Bromwich Albion    | 34,534         | +8  |
| 58  | 1933–34   | 7/10/1933  | Division 1            | Molineux      | Wolverhampton Wanderers | 0–0     | West Bromwich Albion    | 37,308         | +8  |
| 59  | 1933–34   | 17/2/1934  | Division 1            | The Hawthorns | West Bromwich Albion    | 2–0     | Wolverhampton Wanderers | 24,892         | +9  |
| 60  | 1934–35   | 13/10/1934 | Division 1            | Molineux      | Wolverhampton Wanderers | 3–2     | West Bromwich Albion    | 35,386         | +8  |
| 61  | 1934–35   | 23/2/1935  | Division 1            | The Hawthorns | West Bromwich Albion    | 5–2     | Wolverhampton Wanderers | 31,494         | +9  |
| 62  | 1935–36   | 26/10/1935 | Division 1            | The Hawthorns | West Bromwich Albion    | 2–1     | Wolverhampton Wanderers | 43,406         | +10 |
| 63  | 1935–36   | 14/3/1936  | Division 1            | Molineux      | Wolverhampton Wanderers | 2–0     | West Bromwich Albion    | 34,790         | +9  |
| 64  | 1936–37   | 17/10/1936 | Division 1            | The Hawthorns | West Bromwich Albion    | 2–1     | Wolverhampton Wanderers | 33,962         | +10 |
| 65  | 1936–37   | 14/4/1937  | Division 1            | Molineux      | Wolverhampton Wanderers | 5–2     | West Bromwich Albion    | 28,486         | +9  |
| 66  | 1937–38   | 27/12/1937 | Division 1            | The Hawthorns | West Bromwich Albion    | 2–2     | Wolverhampton Wanderers | 55,444         | +9  |
| 67  | 1937–38   | 2/5/1938   | Division 1            | Molineux      | Wolverhampton Wanderers | 2–1     | West Bromwich Albion    | 43,639         | +8  |
| 68  | 1948–49   | 26/2/1949  | FA Cup                | Molineux      | Wolverhampton Wanderers | 1–0     | West Bromwich Albion    | 55,684         | +7  |
| 69  | 1949–50   | 15/10/1949 | Division 1            | Molineux      | Wolverhampton Wanderers | 1–1     | West Bromwich Albion    | 56,661         | +7  |
| 70  | 1949–50   | 4/3/1950   | Division 1            | The Hawthorns | West Bromwich Albion    | 1–1     | Wolverhampton Wanderers | 60,945         | +7  |
| 71  | 1950–51   | 2/12/1950  | Division 1            | Molineux      | Wolverhampton Wanderers | 3–1     | West Bromwich Albion    | 45,087         | +6  |
| 72  | 1950–51   | 21/4/1951  | Division 1            | The Hawthorns | West Bromwich Albion    | 3–2     | Wolverhampton Wanderers | 38,933         | +7  |
| 73  | 1951–52   | 14/4/1952  | Division 1            | The Hawthorns | West Bromwich Albion    | 2–1     | Wolverhampton Wanderers | 36,429         | +8  |
| 74  | 1951–52   | 15/4/1952  | Division 1            | Molineux      | Wolverhampton Wanderers | 1–4     | West Bromwich Albion    | 48,940         | +9  |
| 75  | 1952–53   | 18/10/1952 | Division 1            | The Hawthorns | West Bromwich Albion    | 1–1     | Wolverhampton Wanderers | 54,480         | +10 |
| 76  | 1952–53   | 7/3/1953   | Division 1            | Molineux      | Wolverhampton Wanderers | 2–0     | West Bromwich Albion    | 48,375         | +9  |
| 77  | 1953–54   | 14/11/1953 | Division 1            | Molineux      | Wolverhampton Wanderers | 1–0     | West Bromwich Albion    | 56,590         | +8  |
| 78  | 1953–54   | 3/4/1954   | Division 1            | The Hawthorns | West Bromwich Albion    | 0–1     | Wolverhampton Wanderers | 58,884         | +7  |
| 79  | 1954–55   | 29/11/1954 | Charity Shield        | Molineux      | Wolverhampton Wanderers | 4–4     | West Bromwich Albion    | 45,035         | +7  |
| 80  | 1954–55   | 23/10/1954 | Division 1            | Molineux      | Wolverhampton Wanderers | 4–0     | West Bromwich Albion    | 55,374         | +6  |
| 81  | 1954–55   | 16/3/1955  | Division 1            | The Hawthorns | West Bromwich Albion    | 1–0     | Wolverhampton Wanderers | 28,573         | +7  |
| 82  | 1955–56   | 20/8/1955  | Division 1            | The Hawthorns | West Bromwich Albion    | 1–1     | Wolverhampton Wanderers | 50,306         | +7  |
| 83  | 1955–56   | 17/12/1955 | Division 1            | Molineux      | Wolverhampton Wanderers | 3–2     | West Bromwich Albion    | 31,068         | +6  |
| 84  | 1955–56   | 7/1/1956   | FA Cup                | Molineux      | Wolverhampton Wanderers | 1–2     | West Bromwich Albion    | 55,564         | +7  |
| 85  | 1956–57   | 6/10/1956  | Division 1            | The Hawthorns | West Bromwich Albion    | 1–1     | Wolverhampton Wanderers | 34,379         | +7  |
| 86  | 1956–57   | 15/4/1957  | Division 1            | Molineux      | Wolverhampton Wanderers | 5–2     | West Bromwich Albion    | 27,942         | +6  |
| 87  | 1957–58   | 16/11/1957 | Division 1            | Molineux      | Wolverhampton Wanderers | 1–1     | West Bromwich Albion    | 55,618         | +6  |
| 88  | 1957–58   | 29/3/1958  | Division 1            | The Hawthorns | West Bromwich Albion    | 0–3     | Wolverhampton Wanderers | 56,904         | +5  |
| 89  | 1958–59   | 1/11/1958  | Division 1            | The Hawthorns | West Bromwich Albion    | 2–1     | Wolverhampton Wanderers | 55,498         | +6  |
| 90  | 1958–59   | 21/3/1959  | Division 1            | Molineux      | Wolverhampton Wanderers | 5–2     | West Bromwich Albion    | 44,240         | +5  |
| 91  | 1959–60   | 5/12/1959  | Division 1            | The Hawthorns | West Bromwich Albion    | 0–1     | Wolverhampton Wanderers | 48,739         | +4  |
| 92  | 1959–60   | 27/2/1960  | Division 1            | Molineux      | Wolverhampton Wanderers | 3–1     | West Bromwich Albion    | 49,791         | +3  |
| 93  | 1960–61   | 28/1/1961  | Division 1            | Molineux      | Wolverhampton Wanderers | 4–2     | West Bromwich Albion    | 31,385         | +2  |
| 94  | 1960–61   | 3/4/1961   | Division 1            | The Hawthorns | West Bromwich Albion    | 2–1     | Wolverhampton Wanderers | 34,108         | +3  |
| 95  | 1961–62   | 26/12/1961 | Division 1            | The Hawthorns | West Bromwich Albion    | 1–1     | Wolverhampton Wanderers | 24,778         | +3  |
| 96  | 1961–62   | 27/1/1962  | FA Cup                | Molineux      | Wolverhampton Wanderers | 1–2     | West Bromwich Albion    | 46,411         | +4  |
| 97  | 1961–62   | 28/3/1962  | Division 1            | Molineux      | Wolverhampton Wanderers | 1–5     | West Bromwich Albion    | 20,558         | +5  |
| 98  | 1962–63   | 16/3/1963  | Division 1            | Molineux      | Wolverhampton Wanderers | 7–0     | West Bromwich Albion    | 22,618         | +4  |
| 99  | 1962–63   | 3/4/1963   | Division 1            | The Hawthorns | West Bromwich Albion    | 2–2     | Wolverhampton Wanderers | 15,517         | +4  |
| 100 | 1963–64   | 2/10/1963  | Division 1            | Molineux      | Wolverhampton Wanderers | 0–0     | West Bromwich Albion    | 37,338         | +4  |
| 101 | 1963–64   | 29/2/1964  | Division 1            | The Hawthorns | West Bromwich Albion    | 3–1     | Wolverhampton Wanderers | 19,839         | +4  |
| 102 | 1964–65   | 10/10/1964 | Division 1            | The Hawthorns | West Bromwich Albion    | 5–1     | Wolverhampton Wanderers | 23,006         | +5  |
| 103 | 1964–65   | 15/3/1965  | Division 1            | Molineux      | Wolverhampton Wanderers | 3–2     | West Bromwich Albion    | 26,722         | +4  |
| 104 | 1967–68   | 23/8/1967  | Division 1            | Molineux      | Wolverhampton Wanderers | 3–3     | West Bromwich Albion    | 52,438         | +4  |
| 105 | 1967–68   | 30/8/1967  | Division 1            | The Hawthorns | West Bromwich Albion    | 4–1     | Wolverhampton Wanderers | 44,573         | +5  |
| 106 | 1968–69   | 21/9/1968  | Division 1            | The Hawthorns | West Bromwich Albion    | 0–0     | Wolverhampton Wanderers | 23,006         | +5  |
| 107 | 1968–69   | 12/4/1969  | Division 1            | Molineux      | Wolverhampton Wanderers | 0–1     | West Bromwich Albion    | 26,722         | +6  |
| 108 | 1969–70   | 1/11/1969  | Division 1            | Molineux      | Wolverhampton Wanderers | 1–0     | West Bromwich Albion    | 39,832         | +5  |
| 109 | 1969–70   | 28/2/1970  | Division 1            | The Hawthorns | West Bromwich Albion    | 3–3     | Wolverhampton Wanderers | 37,819         | +4  |
| 110 | 1970–71   | 7/11/1970  | Division 1            | Molineux      | Wolverhampton Wanderers | 2–1     | West Bromwich Albion    | 39,300         | +3  |
| 111 | 1970–71   | 20/3/1971  | Division 1            | The Hawthorns | West Bromwich Albion    | 2–4     | Wolverhampton Wanderers | 36,754         | +2  |
| 112 | 1971–72   | 27/11/1971 | Division 1            | The Hawthorns | West Bromwich Albion    | 2–3     | Wolverhampton Wanderers | 37,696         | +1  |
| 113 | 1971–72   | 15/4/1972  | Division 1            | Molineux      | Wolverhampton Wanderers | 0–1     | West Bromwich Albion    | 30,319         | +2  |
| 114 | 1972–73   | 21/10/1972 | Division 1            | The Hawthorns | West Bromwich Albion    | 1–0     | Wolverhampton Wanderers | 31,121         | +3  |
| 115 | 1972–73   | 20/3/1973  | Division 1            | Molineux      | Wolverhampton Wanderers | 2–0     | West Bromwich Albion    | 33,520         | +2  |
| 116 | 1977–78   | 17/9/1977  | Division 1            | The Hawthorns | West Bromwich Albion    | 2–2     | Wolverhampton Wanderers | 31,359         | +2  |
| 117 | 1977–78   | 14/3/1978  | Division 1            | Molineux      | Wolverhampton Wanderers | 1–1     | West Bromwich Albion    | 29,757         | +2  |
| 118 | 1978–79   | 16/12/1978 | Division 1            | Molineux      | Wolverhampton Wanderers | 0–3     | West Bromwich Albion    | 29,117         | +3  |
| 119 | 1978–79   | 21/4/1979  | Division 1            | The Hawthorns | West Bromwich Albion    | 1–1     | Wolverhampton Wanderers | 32,395         | +3  |
| 120 | 1979–80   | 24/11/1979 | Division 1            | Molineux      | Wolverhampton Wanderers | 0–0     | West Bromwich Albion    | 32,564         | +3  |
| 121 | 1979–80   | 19/11/1980 | Division 1            | The Hawthorns | West Bromwich Albion    | 0–0     | Wolverhampton Wanderers | 30,843         | +3  |
| 122 | 1980–81   | 23/8/1980  | Division 1            | The Hawthorns | West Bromwich Albion    | 1–1     | Wolverhampton Wanderers | 26,324         | +3  |
| 123 | 1980–81   | 31/1/1981  | Division 1            | Molineux      | Wolverhampton Wanderers | 2–0     | West Bromwich Albion    | 29,764         | +2  |
| 124 | 1981–82   | 5/12/1981  | Division 1            | The Hawthorns | West Bromwich Albion    | 3–0     | Wolverhampton Wanderers | 23,329         | +3  |
| 125 | 1981–82   | 1/5/1982   | Division 1            | Molineux      | Wolverhampton Wanderers | 1–2     | West Bromwich Albion    | 19,813         | +4  |
| 126 | 1983–84   | 26/11/1983 | Division 1            | The Hawthorns | West Bromwich Albion    | 1–3     | Wolverhampton Wanderers | 18,914         | +3  |
| 127 | 1983–84   | 28/4/1984  | Division 1            | Molineux      | Wolverhampton Wanderers | 0–0     | West Bromwich Albion    | 13,208         | +3  |
| 128 | 1989–90   | 15/10/1989 | Division 2            | The Hawthorns | West Bromwich Albion    | 1–2     | Wolverhampton Wanderers | 21,316         | +3  |
| 129 | 1989–90   | 20/3/1990  | Division 2            | Molineux      | Wolverhampton Wanderers | 2–1     | West Bromwich Albion    | 24,475         | +2  |
| 130 | 1990–91   | 29/12/1990 | Division 2            | The Hawthorns | West Bromwich Albion    | 1–1     | Wolverhampton Wanderers | 28,310         | +2  |
| 131 | 1990–91   | 6/4/1991   | Division 2            | Molineux      | Wolverhampton Wanderers | 2–2     | West Bromwich Albion    | 22,982         | +2  |
| 132 | 1993–94   | 5/9/1993   | Division 1            | The Hawthorns | West Bromwich Albion    | 3–2     | Wolverhampton Wanderers | 26,615         | +3  |
| 133 | 1993–94   | 26/2/1994  | Division 1            | Molineux      | Wolverhampton Wanderers | 1–2     | West Bromwich Albion    | 28,039         | +4  |
| 134 | 1994–95   | 28/8/1994  | Division 1            | Molineux      | Wolverhampton Wanderers | 2–0     | West Bromwich Albion    | 27,764         | +3  |
| 135 | 1994–95   | 15/3/1995  | Division 1            | The Hawthorns | West Bromwich Albion    | 2–0     | Wolverhampton Wanderers | 20,661         | +4  |
| 136 | 1995–96   | 20/8/1995  | Division 1            | Molineux      | Wolverhampton Wanderers | 1–1     | West Bromwich Albion    | 26,329         | +4  |
| 137 | 1995–96   | 13/1/1996  | Division 1            | The Hawthorns | West Bromwich Albion    | 0–0     | Wolverhampton Wanderers | 21,658         | +4  |
| 138 | 1996–97   | 15/9/1996  | Division 1            | The Hawthorns | West Bromwich Albion    | 2–4     | Wolverhampton Wanderers | 21,791         | +3  |
| 139 | 1996–97   | 12/1/1997  | Division 1            | Molineux      | Wolverhampton Wanderers | 2–0     | West Bromwich Albion    | 27,336         | +2  |
| 140 | 1997–98   | 24/8/1997  | Division 1            | The Hawthorns | West Bromwich Albion    | 1–0     | Wolverhampton Wanderers | 22,511         | +3  |
| 141 | 1997–98   | 31/1/1998  | Division 1            | Molineux      | Wolverhampton Wanderers | 0–1     | West Bromwich Albion    | 28,244         | +4  |
| 142 | 1998–99   | 29/11/1998 | Division 1            | The Hawthorns | West Bromwich Albion    | 2–0     | Wolverhampton Wanderers | 22,682         | +5  |
| 143 | 1998–99   | 25/4/1999  | Division 1            | Molineux      | Wolverhampton Wanderers | 1–1     | West Bromwich Albion    | 27,038         | +5  |
| 144 | 1999–2000 | 3/10/1999  | Division 1            | Molineux      | Wolverhampton Wanderers | 1–1     | West Bromwich Albion    | 25,500         | +5  |
| 145 | 1999–2000 | 31/10/1999 | Division 1            | The Hawthorns | West Bromwich Albion    | 1–1     | Wolverhampton Wanderers | 21,097         | +5  |
| 146 | 2000–01   | 17/10/2000 | Division 1            | The Hawthorns | West Bromwich Albion    | 1–0     | Wolverhampton Wanderers | 21,492         | +6  |
| 147 | 2000–01   | 18/3/2001  | Division 1            | Molineux      | Wolverhampton Wanderers | 3–1     | West Bromwich Albion    | 25,069         | +5  |
| 148 | 2001–02   | 25/10/2001 | Division 1            | The Hawthorns | West Bromwich Albion    | 1–1     | Wolverhampton Wanderers | 26,143         | +5  |
| 149 | 2001–02   | 2/12/2001  | Division 1            | Molineux      | Wolverhampton Wanderers | 0–1     | West Bromwich Albion    | 27,515         | +6  |
| 150 | 2006–07   | 22/10/2006 | Championship          | The Hawthorns | West Bromwich Albion    | 3–0     | Wolverhampton Wanderers | 26,606         | +7  |
| 151 | 2006–07   | 28/1/2007  | FA Cup                | Molineux      | Wolverhampton Wanderers | 0–3     | West Bromwich Albion    | 28,016         | +8  |
| 152 | 2006–07   | 11/3/2007  | Championship          | Molineux      | Wolverhampton Wanderers | 1–0     | West Bromwich Albion    | 28,107         | +7  |
| 153 | 2006–07   | 13/5/2007  | Championship Playoffs | Molineux      | Wolverhampton Wanderers | 2–3     | West Bromwich Albion    | 27,750         | +8  |
| 154 | 2006–07   | 16/5/2007  | Championship Playoffs | The Hawthorns | West Bromwich Albion    | 1–0     | Wolverhampton Wanderers | 27,415         | +9  |
| 155 | 2007–08   | 25/11/2007 | Championship          | The Hawthorns | West Bromwich Albion    | 0–0     | Wolverhampton Wanderers | 27,493         | +9  |
| 156 | 2007–08   | 15/4/2008  | Championship          | Molineux      | Wolverhampton Wanderers | 0–1     | West Bromwich Albion    | 27,883         | +10 |
| 157 | 2010–11   | 20/2/2011  | Premier League        | The Hawthorns | West Bromwich Albion    | 1–1     | Wolverhampton Wanderers | 26,170         | +10 |
| 158 | 2010–11   | 8/5/2011   | Premier League        | Molineux      | Wolverhampton Wanderers | 3–1     | West Bromwich Albion    | 28,510         | +9  |
| 159 | 2011–12   | 16/10/2011 | Premier League        | The Hawthorns | West Bromwich Albion    | 2–0     | Wolverhampton Wanderers | 24,872         | +10 |
| 160 | 2011–12   | 12/2/2012  | Premier League        | Molineux      | Wolverhampton Wanderers | 1–5     | West Bromwich Albion    | 27,131         | +11 |
| 161 | 2020–21   | 16/1/2021  | Premier League        | Molineux      | Wolverhampton Wanderers | 2–3     | West Bromwich Albion    | 0              | +12 |
| 162 | 2020–21   | 3/5/2021   | Premier League        | The Hawthorns | West Bromwich Albion    | 1–1     | Wolverhampton Wanderers | 0              | +12 |

#### Thành tích
| Giải đấu       | Số lần đối đầu | Albion thắng | Hòa | Wolves thắng |
| -------------- | -------------- | ------------ | --- | ------------ |
| League         | 148            | 55           | 41  | 52           |
| Play-Offs      | 2              | 2            | 0   | 0            |
| Cúp FA         | 11             | 8            | 2   | 1            |
| Charity Shield | 1              | 0            | 1   | 0            |
| Tổng cộng      | 162            | 65           | 44  | 53           |

#### Huấn luyện viên
| Năm       | Số trận | Huấn luyện viên Albion | Albion thắng | Hòa | Wolves thắng | Huấn luyện viên Wolves |
| --------- | ------- | ---------------------- | ------------ | --- | ------------ | ---------------------- |
| 1886–90   | 6       | n/a                    | 2            | 1   | 3            | Jack Addenbrooke       |
| 1890–92   | 4       | Louis Ford             | 1            | 0   | 3            | Jack Addenbrooke       |
| 1892–94   | 4       | Henry Jackson          | 2            | 2   | 0            | Jack Addenbrooke       |
| 1894–95   | 3       | Edward Stephenson      | 2            | 0   | 1            | Jack Addenbrooke       |
| 1895–96   | 2       | Clement Keys           | 2            | 0   | 0            | Jack Addenbrooke       |
| 1896–02   | 10      | Frank Heaven           | 2            | 3   | 5            | Jack Addenbrooke       |
| 1902–22   | 14      | Fred Everiss           | 7            | 2   | 5            | Jack Addenbrooke       |
| 1922–24   | 2       | Fred Everiss           | 1            | 1   | 0            | George Jobey           |
| 1927–44   | 22      | Fred Everiss           | 12           | 4   | 6            | Frank Buckley          |
| 1948–52   | 7       | Jack Smith             | 3            | 2   | 2            | Stan Cullis            |
| 1952–53   | 1       | Jesse Carver           | 0            | 1   | 0            | Stan Cullis            |
| 1953–59   | 15      | Vic Buckingham         | 3            | 4   | 8            | Stan Cullis            |
| 1959–61   | 4       | Gordon Clark           | 1            | 0   | 3            | Stan Cullis            |
| 1961–63   | 4       | Archie Macaulay        | 2            | 1   | 1            | Stan Cullis            |
| 1963–64   | 3       | Jimmy Hagan            | 1            | 2   | 0            | Stan Cullis            |
| 1964–65   | 2       | Jimmy Hagan            | 1            | 0   | 1            | Andy Beattie           |
| 1967–68   | 3       | Alan Ashman            | 1            | 2   | 0            | Ronnie Allen           |
| 1968–71   | 5       | Alan Ashman            | 1            | 1   | 3            | Bill McGarry           |
| 1971–75   | 4       | Don Howe               | 2            | 0   | 2            | Bill McGarry           |
| 1977      | 1       | Ronnie Allen           | 0            | 1   | 0            | Sammy Chung            |
| 1978      | 1       | Ron Atkinson           | 0            | 1   | 0            | Sammy Chung            |
| 1978–81   | 6       | Ron Atkinson           | 1            | 4   | 1            | John Barnwell          |
| 1981–82   | 1       | Ronnie Allen           | 1            | 0   | 0            | John Barnwell          |
| 1982      | 1       | Ronnie Allen           | 1            | 0   | 0            | Ian Greaves            |
| 1982–84   | 1       | Ron Wylie              | 0            | 0   | 1            | Graham Hawkins         |
| 1984      | 1       | Johnny Giles           | 0            | 1   | 0            | Graham Hawkins         |
| 1988–91   | 3       | Brian Talbot           | 0            | 1   | 2            | Graham Turner          |
| 1991–92   | 1       | Bobby Gould            | 0            | 1   | 0            | Graham Turner          |
| 1993–94   | 2       | Keith Burkinshaw       | 2            | 0   | 0            | Graham Turner          |
| 1994      | 1       | Keith Burkinshaw       | 0            | 0   | 1            | Graham Taylor          |
| 1994–95   | 2       | Alan Buckley           | 1            | 1   | 0            | Graham Taylor          |
| 1995–97   | 3       | Alan Buckley           | 0            | 1   | 2            | Mark McGhee            |
| 1997      | 1       | Ray Harford            | 1            | 0   | 0            | Mark McGhee            |
| 1997–98   | 2       | Denis Smith            | 2            | 0   | 0            | Mark McGhee            |
| 1998–99   | 1       | Denis Smith            | 0            | 1   | 0            | Colin Lee              |
| 1999–2000 | 2       | Brian Little           | 0            | 2   | 0            | Colin Lee              |
| 2000      | 1       | Gary Megson            | 1            | 0   | 0            | Colin Lee              |
| 2001–04   | 3       | Gary Megson            | 1            | 1   | 1            | Dave Jones             |
| 2006–09   | 7       | Tony Mowbray           | 5            | 1   | 1            | Mick McCarthy          |
| 2011–12   | 4       | Roy Hodgson            | 2            | 1   | 1            | Mick McCarthy          |
| 2020–21   | 2       | Sam Allardyce          | 1            | 1   | 0            | Nuno Espírito Santo    |

#### Danh hiệu
| Albion   | Giải đấu            | Wolves |
| -------- | ------------------- | ------ |
| Quốc nội |                     |        |
| 1        | Danh hiệu hạng nhất | 3      |
| 5        | Cúp FA              | 4      |
| 1        | League Cup          | 2      |
| 2        | Charity Shield      | 4      |
| 9        | Tổng cộng           | 13     |

### Walsall–Wolves
| Mùa giải  | Ngày       | Giải đấu    | Sân vận động   | Đội nhà                 | Kết quả    | Đội khách               | Lượng khán giả |
| --------- | ---------- | ----------- | -------------- | ----------------------- | ---------- | ----------------------- | -------------- |
| 1888–89   | 16/2/1889  | FA Cup      | Dudley Road    | Wolverhampton Wanderers | 6–1        | Walsall Town Swifts     | 4,000          |
| 1923–24   | 22/12/1923 | Division 3N | Molineux       | Wolverhampton Wanderers | 0–0        | Walsall                 | 16,000         |
| 1923–24   | 7/4/1924   | Division 3N | Fellows Park   | Walsall                 | 2–1        | Wolverhampton Wanderers | 12,281         |
| 1985–86   | 20/8/1985  | League Cup  | Fellows Park   | Walsall                 | 1–1        | Wolverhampton Wanderers | 11,330         |
| 1985–86   | 3/9/1985   | League Cup  | Molineux       | Wolverhampton Wanderers | 0–1        | Walsall                 | 11,310         |
| 1985–86   | 19/10/1985 | Division 3  | Molineux       | Wolverhampton Wanderers | 0–0        | Walsall                 | 7,522          |
| 1985–86   | 9/2/1986   | Division 3  | Fellows Park   | Walsall                 | 1–1        | Wolverhampton Wanderers | 10,480         |
| 1999–2000 | 28/8/1999  | Division 1  | Molineux       | Wolverhampton Wanderers | 1–2        | Walsall                 | 24,439         |
| 1999–2000 | 29/1/2000  | Division 1  | Bescot Stadium | Walsall                 | 1–1        | Wolverhampton Wanderers | 9,422          |
| 2001–02   | 21/9/2001  | Division 1  | Bescot Stadium | Walsall                 | 0–3        | Wolverhampton Wanderers | 8,327          |
| 2001–02   | 26/2/2002  | Division 1  | Molineux       | Wolverhampton Wanderers | 3–0        | Walsall                 | 27,043         |
| 2002–03   | 14/8/2002  | Division 1  | Molineux       | Wolverhampton Wanderers | 3–1        | Walsall                 | 27,904         |
| 2002–03   | 11/11/2003 | Division 1  | Bescot Stadium | Walsall                 | 0–1        | Wolverhampton Wanderers | 11,037         |
| 2013–14   | 3/9/2013   | FL Trophy   | Molineux       | Wolverhampton Wanderers | 2–2 (4–2p) | Walsall                 | 13,481         |
| 2013–14   | 17/9/2013  | League One  | Molineux       | Wolverhampton Wanderers | 0–1        | Walsall                 | 22,240         |
| 2013–14   | 8/3/2014   | League One  | Bescot Stadium | Walsall                 | 0–3        | Wolverhampton Wanderers | 10,139         |

#### Thành tích
| Giải đấu   | Số lần đối đầu | Walsall thắng | Hòa | Wolves thắng |
| ---------- | -------------- | ------------- | --- | ------------ |
| League     | 12             | 3             | 4   | 5            |
| Cúp FA     | 1              | 0             | 0   | 1            |
| League Cup | 2              | 1             | 1   | 0            |
| FL Trophy  | 1              | 0             | 1   | 0            |
| Tổng cộng  | 16             | 4             | 6   | 6            |

#### Huấn luyện viên
| Năm       | Số trận | Huấn luyện viên Walsall | Walsall thắng | Hòa | Wolves thắng | Huấn luyện viên Wolves |
| --------- | ------- | ----------------------- | ------------- | --- | ------------ | ---------------------- |
| 1889      | 1       | H. Smallwood            | 0             | 0   | 1            | Jack Addenbrooke       |
| 1923–24   | 2       | Joe Burchell            | 1             | 1   | 0            | George Jobey           |
| 1985      | 3       | Alan Buckley            | 1             | 2   | 0            | Bill McGarry           |
| 1986      | 1       | Alan Buckley            | 0             | 1   | 0            | Sammy Chapman          |
| 1999–2000 | 2       | Ray Graydon             | 1             | 1   | 0            | Colin Lee              |
| 2001      | 1       | Ray Graydon             | 0             | 0   | 1            | Dave Jones             |
| 2002–03   | 3       | Colin Lee               | 0             | 0   | 3            | Dave Jones             |
| 2013–14   | 3       | Dean Smith              | 1             | 1   | 1            | Kenny Jackett          |

#### Danh hiệu
| Walsall  | Giải đấu            | Wolves |
| -------- | ------------------- | ------ |
| Quốc nội |                     |        |
| 0        | Danh hiệu hạng nhất | 3      |
| 0        | Cúp FA              | 4      |
| 0        | League Cup          | 2      |
| 0        | Tổng cộng           | 9      |

### Walsall–Albion
| Mùa giải  | Ngày       | Giải đấu   | Sân vận động   | Đội nhà              | Kết quả | Đội khách            | Lượng khán giả |
| --------- | ---------- | ---------- | -------------- | -------------------- | ------- | -------------------- | -------------- |
| 1899–1900 | 27/1/1900  | FA Cup     | Fellows Park   | Walsall Town Swifts  | 1–1     | West Bromwich Albion | 9,106          |
| 1899–1900 | 1/2/1900   | FA Cup     | Stoney Lane    | West Bromwich Albion | 6–1     | Walsall Town Swifts  | 4,892          |
| 1965–66   | 22/9/1965  | League Cup | The Hawthorns  | West Bromwich Albion | 3–1     | Walsall              | 41,188         |
| 1987–88   | 19/8/1987  | League Cup | The Hawthorns  | West Bromwich Albion | 2–3     | Walsall              | 9,605          |
| 1987–88   | 25/8/1987  | League Cup | Fellows Park   | Walsall              | 0–0     | West Bromwich Albion | 8,965          |
| 1988–89   | 17/9/1988  | Division 2 | The Hawthorns  | West Bromwich Albion | 0–0     | Walsall              | 13,977         |
| 1988–89   | 1/4/1989   | Division 2 | Fellows Park   | Walsall              | 0–0     | West Bromwich Albion | 9,520          |
| 1992–93   | 4/1/1993   | FL Trophy  | The Hawthorns  | West Bromwich Albion | 4–0     | Walsall              | 6,702          |
| 1999–2000 | 16/10/1999 | Division 1 | The Hawthorns  | West Bromwich Albion | 0–1     | Walsall              | 19,562         |
| 1999–2000 | 22/4/2000  | Division 1 | Bescot Stadium | Walsall              | 2–1     | West Bromwich Albion | 9,161          |
| 2001–02   | 11/8/2001  | Division 1 | Bescot Stadium | Walsall              | 2–1     | West Bromwich Albion | 9,181          |
| 2001–02   | 20/1/2002  | Division 1 | The Hawthorns  | West Bromwich Albion | 1–0     | Walsall              | 20,290         |
| 2003–04   | 9/8/2003   | Division 1 | Bescot Stadium | Walsall              | 4–1     | West Bromwich Albion | 11,030         |
| 2003–04   | 9/1/2004   | Division 1 | The Hawthorns  | West Bromwich Albion | 2–0     | Walsall              | 24,558         |

#### Thành tích
| Giải đấu   | Số lần đối đầu | Walsall thắng | Hòa | Albion thắng |
| ---------- | -------------- | ------------- | --- | ------------ |
| League     | 8              | 4             | 2   | 2            |
| Cúp FA     | 2              | 0             | 1   | 1            |
| League Cup | 3              | 1             | 1   | 1            |
| FL Trophy  | 2              | 1             | 0   | 1            |
| Tổng cộng  | 15             | 6             | 4   | 5            |

#### Huấn luyện viên
| Năm     | Số trận | Huấn luyện viên Walsall | Walsall thắng | Hòa | Albion thắng | Huấn luyện viên Albion |
| ------- | ------- | ----------------------- | ------------- | --- | ------------ | ---------------------- |
| 1900    | 2       | Louis Ford              | 0             | 1   | 1            | Frank Heaven           |
| 1965    | 1       | Ray Shaw                | 0             | 0   | 1            | Jimmy Hagan            |
| 1987    | 2       | Tommy Coakley           | 1             | 1   | 0            | Ron Saunders           |
| 1988    | 1       | Tommy Coakley           | 0             | 1   | 0            | Ron Atkinson           |
| 1989    | 1       | John Barnwell           | 0             | 1   | 0            | Brian Talbot           |
| 1993    | 1       | Kenny Hibbitt           | 0             | 0   | 1            | Ossie Ardiles          |
| 1999    | 1       | Ray Graydon             | 1             | 0   | 0            | Brian Little           |
| 2000–02 | 3       | Ray Graydon             | 2             | 0   | 1            | Gary Megson            |
| 2003–04 | 2       | Colin Lee               | 1             | 0   | 1            | Gary Megson            |

#### Danh hiệu
| Walsall  | Giải đấu            | Albion |
| -------- | ------------------- | ------ |
| Quốc nội |                     |        |
| 0        | Danh hiệu hạng nhất | 1      |
| 0        | Cúp FA              | 5      |
| 0        | League Cup          | 1      |
| 0        | Tổng cộng           | 7      |

## Vượt qua ranh giới

### Albion–Wolves
| Cầu thủ          | Sự nghiệp ở West Brom | Sự nghiệp ở West Brom | Sự nghiệp ở West Brom | Sự nghiệp ở Wolves  | Sự nghiệp ở Wolves | Sự nghiệp ở Wolves |
| Cầu thủ          | Giải đoạn             | Số trận               | Bàn thắng             | Giai đoạn           | Số trận            | Bàn thắng          |
| ---------------- | --------------------- | --------------------- | --------------------- | ------------------- | ------------------ | ------------------ |
| Harry Aston      | 1879–1885             | –                     | –                     | 1885–1886           | –                  | –                  |
| Walter Perry     | 1888–1889 1894        | 9 1                   | 4 0                   | 1889–1890           | 8                  | 3                  |
| George Woodhall  | 1883–1892             | 44                    | 10                    | 1892–1894           | 18                 | 1                  |
| Joe Butcher      | 1895                  | 0                     | 0                     | 1892–1895           | 65                 | 26                 |
| Jack Chadburn    | 1900–1903             | 43                    | 3                     | 1897–1900           | 11                 | 1                  |
| Ted Pheasant     | 1904–1910             | 140                   | 20                    | 1895–1904           | 159                | 19                 |
| Sid Corfield     | 1902–1903             | –                     | –                     | 1905–1909           | 44                 | 3                  |
| Adam Haywood     | 1905–1907             | 62                    | 25                    | 1901–1905           | 107                | 28                 |
| Dick Betteley    | 1906–1912             | 85                    | 0                     | 1901–1906           | 115                | 1                  |
| Dickie Baugh Jr. | 1924–1929             | –                     | –                     | 1918–1924           | 108                | 4                  |
| Ray Crawford     | 1965–1966             | 14                    | 6                     | 1963–1965           | 57                 | 39                 |
| David Burnside   | 1955–1962             | 127                   | 39                    | 1966–1968           | 40                 | 5                  |
| Danny Hegan      | 1969–1970             | 14                    | 2                     | 1970–1973           | 53                 | 6                  |
| Bobby Gould      | 1971–1972             | 52                    | 18                    | 1970–1971 1975–1977 | 40 34              | 18 13              |
| Paul Bradshaw    | 1985–1986 1988–1990   | 8 6                   | 0                     | 1977–1984           | 200                | 0                  |
| Andy King        | 1981–1982             | 25                    | 4                     | 1985                | 28                 | 10                 |
| Ally Robertson   | 1969–1986             | 506                   | 9                     | 1986–1990           | 107                | 0                  |
| Andy Thompson    | 1985–1986             | 24                    | 1                     | 1986–1997           | 376                | 43                 |
| Steve Bull       | 1985–1986             | 4                     | 2                     | 1986–1999           | 474                | 306                |
| Clive Whitehead  | 1981–1987             | 168                   | 6                     | 1986                | 2                  | 0                  |
| Andy Gray        | 1987–1988             | 35                    | 10                    | 1979–1983           | 133                | 38                 |
| Robbie Dennison  | 1985–1987             | 16                    | 1                     | 1987–1997           | 293                | 40                 |
| Stacey North     | 1987–1990             | 98                    | 0                     | 1985                | 3                  | 0                  |
| John Paskin      | 1988–1989             | 25                    | 5                     | 1989–1992           | 34                 | 3                  |
| Vince Bartram    | 1991                  | 0                     | 0                     | 1985–1991           | 5                  | 0                  |
| Tony Lange       | 1992–1995             | 48                    | 0                     | 1988–1992           | 8                  | 0                  |
| Cyrille Regis    | 1977–1984             | 241                   | 81                    | 1993–1994           | 19                 | 2                  |
| Paul Edwards     | 1994–1996             | 51                    | 0                     | 1992–1994           | 46                 | 0                  |
| Jason Roberts    | 2000–2004             | 91                    | 25                    | 1997–1998           | 0                  | 0                  |
| Nigel Quashie    | 2006–2007             | 29                    | 1                     | 2009                | 3                  | 0                  |
| Frank Nouble     | 2010                  | 3                     | 0                     | 2012–2013           | 2                  | 0                  |
| Tomasz Kuszczak  | 2004–2007             | 31                    | 0                     | 2014–2015           | 13                 | 0                  |
| Joleon Lescott   | 2014–2015             | 36                    | 1                     | 2000–2006           | 212                | 13                 |
| Bakary Sako      | 2018–2019             | 5                     | 0                     | 2012–2015           | 118                | 36                 |

### Chơi cho cả ba đội
| Cầu thủ        | Sự nghiệp ở West Brom | Sự nghiệp ở West Brom | Sự nghiệp ở West Brom | Sự nghiệp ở Wolves | Sự nghiệp ở Wolves | Sự nghiệp ở Wolves | Sự nghiệp ở Walsall | Sự nghiệp ở Walsall | Sự nghiệp ở Walsall |
| Cầu thủ        | Giai đoạn             | Số trận               | Bàn thắng             | Giai đoạn          | Số trận            | Bàn thắng          | Giai đoạn           | Số trận             | Bàn thắng           |
| -------------- | --------------------- | --------------------- | --------------------- | ------------------ | ------------------ | ------------------ | ------------------- | ------------------- | ------------------- |
| Peter Eastoe   | 1982–1985             | 31                    | 8                     | 1971–1973 1985     | 6 8                | 0                  | 1984                | 6                   | 1                   |
| Dave Barnett   | 1989–1990             | 0                     | 0                     | 1983–1985          | 0                  | 0                  | 1990                | 5                   | 0                   |
| Don Goodman    | 1987–1991             | 158                   | 60                    | 1994–1998          | 125                | 33                 | 2001–2002           | 25                  | 3                   |
| Andy Petterson | 2000                  | 0                     | 0                     | 2002               | 0                  | 0                  | 2004                | 3                   | 0                   |
| Keith Andrews  | 2012                  | 14                    | 2                     | 1999–2005          | 65                 | 0                  | 2004                | 10                  | 2                   |